# Eugène De Fernex
Eugène Jules De Fernex (Torino, 11 aprile 1883 – Torino, 9 marzo 1927) è stato un allenatore di calcio e calciatore italiano, di ruolo difensore.

## Biografia
Di origine nobili in quanto discendente da una famiglia di marchesi savoiardi, de Fernex aveva cinque fratelli: Oscar, Edoardo, Jean, Charles, Alys ed Elena.
Charles e Jean furono suoi compagni di squadra al Torinese.
Era zio del calciatore del Genoa Henri Dapples, membro di una rinomata famiglia di banchieri di Losanna.

### Carriera sportiva
Esordì con il Torinese nella stagione 1902 nel pareggio per 1-1 contro la Juventus del 2 marzo 1902. In quel torneo raggiunse con il suo club la semifinale del torneo, da cui fu estromesso dai futuri campioni del Genoa.
La stagione seguente de Fernex, la cui presenza in campo non è certa per l'incompletezza dei tabellini con il suo club fu eliminato nella prima eliminatoria piemontese dalla Juventus.
Nella stagione del 1904, in cui de Fernex fu anche capitano/allenatore, fu nuovamente eliminato con i suoi nell'eliminatoria piemontese contro la Juventus.
L'anno seguente il Torinese diede forfait in entrambi gli incontri eliminatori piemontesi contro la Juventus venendo così eliminati. Nel primo incontro tra l'altro fu dato per la contemporanea assenza dei fratelli de Fernex a cui era mancata una zia oltre all'assenza di altri tre giocatori.
Gioca 3 stagioni in granata siglando 14 presenze, con questa maglia conquista per 5 volte la Palla Dapples.
Il suo esordio in campionato avviene il 13 gennaio 1907, la prima partita della società granata vinta per 2-1 contro la Juventus.
La sua ultima gara con questa maglia la disputa il 14 marzo 1909, persa per 1-0 contro il Pro Vercelli.
Sui tabellini era indicato come De Fernex I.